# Artesa de Lérida
Artesa de Lérida, conocido hasta 1860 como Artesa (en catalán y oficialmente Artesa de Lleida), es un municipio de la comarca del Segriá, en la provincia de Lérida, España. Está situado al sureste de la capital comarcal.

## Geografía humana

### Demografía
Cuenta con una población de 1539 habitantes (INE 2024).
| Gráfica de evolución demográfica de Artesa de Lérida entre 1842 y 2021 |
| |
| Población de derecho según los censos de población del INE Población de hecho según los censos de población del INEEn estos censos se denominaba Artesa: 1857 y 1860 En estos censos se denominaba Artesa de Lérida: 1877, 1887, 1897, 1900, 1910, 1920, 1930, 1940, 1950, 1960, 1970 y 1981 |

| 1900 | 1930 | 1950 | 1970 | 1981 | 1986 |
| ---- | ---- | ---- | ---- | ---- | ---- |
| 967  | 1074 | 1195 | 1229 | 1178 | 1182 |